# رابرت ادواردز (فیزیولوژیست)
رابرت ادواردز (انگلیسی: Robert Edwards؛ زاده ۲۷ سپتامبر ۱۹۲۵ درگذشته ۱۰ آوریل ۲۰۱۳) یک دانشمند در زمینه فیزیولوژی و reproductive medicine اهل انگلستان بود.